# Szejkino (rejon kunjiński)
Szejkino (ros. Шейкино) – wieś (dieriewnia) w Rosji, w obwodzie pskowskim, w rejonie kunjińskim. W 2010 liczyła 356 mieszkańców.